# Rucewo (województwo kujawsko-pomorskie)
Rucewo – wieś w Polsce położona w województwie kujawsko-pomorskim, w powiecie inowrocławskim, w gminie Złotniki Kujawskie.
W latach 1975–1998 miejscowość położona była w województwie bydgoskim.

## Zabytki
Według rejestru zabytków NID na listę zabytków wpisany jest zespół dworski, nr rej.: A/295/1-2 z 30.12.1991:
- dwór, 1 poł. XIX w.
- park, poł. XIX w.

Obecnie są to ruiny eklektycznego, parterowego dworu z I poł. XIX w. Do 1939 r. dwór był siedzibą właścicieli ziemskich, a po 1945 r. najpierw przedszkolem, a następnie mieścił mieszkania. Obecnie własność prywatna; obiekt znajduje się w postępującej dewastacji.